# Les Mirandes
Les Mirandes és una muntanya de 1.322 metres que es troba entre els municipis de Roquetes, a la comarca del Baix Ebre i de la Sénia, a la comarca del Montsià.